# Pavel Londak
Pavel Londak (Tallinn, 14 mei 1980) is een profvoetballer uit Estland die speelt als doelman. Hij staat sinds 2007 onder contract bij de Noorse club FK Bodø/Glimt na eerder onder meer voor FC Flora Tallinn en JK Tulevik Viljandi te hebben gespeeld. Londak werd geboren als Pavel Kisseljov, maar veranderde zijn achternaam in 2003.

## Interlandcarrière
Londak maakt sinds 2001 deel uit van de nationale ploeg van Estland. Onder leiding van bondscoach Arno Pijpers maakte hij zijn debuut op 4 juli 2001 in de wedstrijd in de strijd om de Baltische Cup tegen Litouwen (5-2 nederlaag), net als Jarmo Ahjupera (FC Valga). Hij stond bij de nationale ploeg jarenlang in de schaduw van Mart Poom.

## Erelijst
FC Flora Tallinn
- Meistriliiga

2002, 2003
 FK Bodø/Glimt
- 1. divisjon

2013